# 加利斯特奥
加利斯特奥，是西班牙埃斯特雷马杜拉卡塞雷斯省的一个市镇。总面积80平方公里，总人口1984人（2001年），人口密度25人/平方公里。